# 웹 캐시
웹 캐시(영어: web cache) 또는 HTTP 캐시(HTTP cache)는 서버 지연을 줄이기 위해 웹 페이지, 이미지, 기타 유형의 웹 멀티미디어 등의 웹 문서들을 임시 저장하기 위한 정보기술이다. 웹 캐시 시스템은 이를 통과하는 문서들의 사본을 저장하며 이후 요청들은 특정 조건을 충족하는 경우 캐시화가 가능하다. 웹 캐시 시스템은 일종의 어플라이언스나 컴퓨터 프로그램을 의미할 수 있다. 동일한 서버에 다시 접근할 때에는 근처에 있는 프록시 서버의 웹 캐시에 저장된 정보를 불러오므로 더 빠른 열람이 가능하다.

## 웹 캐시 소프트웨어
아래는 전용 웹 캐시 서버 소프트웨어의 목록이다.
| 이름                                                   | 종류         | 운영 체제            | 포워드 방식 | 리버스 방식 | 라이선스              |
| ------------------------------------------------------ | ------------ | -------------------- | ----------- | ----------- | --------------------- |
| ApplianSys CACHEbox                                    | 어플라이언스 | 리눅스               | 예          | 예          | 상용                  |
| 블루 코트 프록시SG                                     | 어플라이언스 | SGOS                 | 예          | 예          | 상용                  |
| Nginx                                                  | 소프트웨어   | 리눅스, 유닉스       | 예          | 예          | 2-clause BSD-like     |
| 마이크로소프트 포어프론트 스레트 매니지먼트 게이트웨이 | 소프트웨어   | 윈도                 | 예          | 예          | 상용                  |
| Polipo                                                 | 소프트웨어   | 리눅스, 유닉스, 윈도 | 예          | 예          | GNU GPL               |
| 스퀴드                                                 | 소프트웨어   | 리눅스, 유닉스, 윈도 | 예          | 예          | GNU GPL               |
| 트래픽 서버                                            | 소프트웨어   | 리눅스, 유닉스       | 예          | 예          | 아파치 라이선스 2.0   |
| 언탱글                                                 | 소프트웨어   | 리눅스               | 예          | 예          | 상용                  |
| 배니시                                                 | 소프트웨어   | 리눅스, 유닉스       | 예          | 예          | BSD                   |
| 윈게이트                                               | 소프트웨어   | 윈도                 | 예          | 예          | 상용 / 세 명까지 무료 |

## 같이 보기
- 콘텐츠 전송 네트워크(CDN)
- 프록시 서버